# 古鳴海
古鳴海（こなるみ）は、愛知県名古屋市緑区の町名。現行行政地名は古鳴海一丁目及び古鳴海二丁目。住居表示未実施。

## 地理
名古屋市緑区の北部に位置し、東は鳴子町、西と南は鳴海町、北は天白区野並に接する。

## 歴史

### 町名の由来
鳴海町の小字名「古鳴海」による。元は鳴海村の枝郷であり、「小鳴海」とも書かれた。室町時代末期に人家が大移動し、移動先を「大鳴海」と呼んだのに対して古くからの鳴海村北部にあたる当地が残ったので「小鳴海」と称したのだという。

### 沿革
- 1978年（昭和53年）9月23日 - 緑区鳴海町・天白区天白町大字野並の各一部より、緑区古鳴海一丁目が成立[1]。
- 1984年（昭和59年）11月3日 - 鳴海町の一部より、古鳴海二丁目が成立。鳴海町・鳴子町の各一部を一丁目へ編入[1]。

## 世帯数と人口
2019年（平成31年）3月1日現在の世帯数と人口は以下の通りである。
| 丁目         | 世帯数  | 人口    |
| ------------ | ------- | ------- |
| 古鳴海一丁目 | 404世帯 | 1,012人 |
| 古鳴海二丁目 | 267世帯 | 640人   |
| 計           | 671世帯 | 1,652人 |

### 人口の変遷
国勢調査による人口の推移
| 1995年（平成7年）  | 1,436人 | [ WEB 6 ]  |  |
| 2000年（平成12年） | 1,463人 | [ WEB 7 ]  |  |
| 2005年（平成17年） | 1,559人 | [ WEB 8 ]  |  |
| 2010年（平成22年） | 1,585人 | [ WEB 9 ]  |  |
| 2015年（平成27年） | 1,645人 | [ WEB 10 ] |  |

## 学区
市立小・中学校に通う場合、学校等は以下の通りとなる。また、公立高等学校に通う場合の学区は以下の通りとなる。
| 丁目         | 番・番地等 | 小学校                 | 中学校                 | 高等学校 |
| ------------ | ---------- | ---------------------- | ---------------------- | -------- |
| 古鳴海一丁目 | 全域       | 名古屋市立長根台小学校 | 名古屋市立鳴子台中学校 | 尾張学区 |
| 古鳴海二丁目 | 全域       | 名古屋市立長根台小学校 | 名古屋市立鳴子台中学校 | 尾張学区 |

## 施設

### 古鳴海一丁目
- 大塚公園

1976年（昭和51年）6月17日供用開始。
- 古鳴海公園

1977年（昭和52年）11月20日供用開始。
- 嫁ケ茶屋公園

1982年（昭和57年）4月1日供用開始。
- 緑いずみ台保育園
- 新生幼稚園
- バロー野並店
- 中部電力鳴子変電所

### 古鳴海二丁目
- 名古屋市立長根台小学校

## その他

### 日本郵便
- 郵便番号 : 458-0047[WEB 3]（集配局：緑郵便局[WEB 14]）。

### WEB
1. ↑  “愛知県名古屋市緑区の町丁・字一覧”.   人口統計ラボ. 2019年3月31日閲覧。
2. 1 2  “町・丁目(大字)別、年齢(10歳階級)別公簿人口(全市・区別)”.   名古屋市 (2019年3月20日). 2019年3月21日閲覧。
3. 1 2  “郵便番号”.  日本郵便. 2019年3月17日閲覧。
4. ↑  “市外局番の一覧”.   総務省. 2019年1月6日閲覧。
5. ↑  “緑区の町名一覧”.   名古屋市 (2015年10月21日). 2019年3月31日閲覧。
6. ↑  総務省統計局 (2014年3月28日). “平成7年国勢調査の調査結果(e-Stat) - 男女別人口及び世帯数 －町丁・字等”. 2019年3月23日閲覧。
7. ↑  総務省統計局 (2014年5月30日). “平成12年国勢調査の調査結果(e-Stat) - 男女別人口及び世帯数 －町丁・字等”. 2019年3月23日閲覧。
8. ↑  総務省統計局 (2014年6月27日). “平成17年国勢調査の調査結果(e-Stat) - 男女別人口及び世帯数 －町丁・字等”. 2019年3月23日閲覧。
9. ↑  総務省統計局 (2012年1月20日). “平成22年国勢調査の調査結果(e-Stat) - 男女別人口及び世帯数 －町丁・字等”. 2019年3月23日閲覧。
10. ↑  総務省統計局 (2017年1月27日). “平成27年国勢調査の調査結果(e-Stat) - 男女別人口及び世帯数 －町丁・字等”. 2019年3月23日閲覧。
11. ↑  “市立小・中学校の通学区域一覧”.   名古屋市 (2018年11月10日). 2019年1月14日閲覧。
12. ↑  “平成29年度以降の愛知県公立高等学校（全日制課程）入学者選抜における通学区域並びに群及びグループ分け案について”.   愛知県教育委員会 (2015年2月16日). 2019年1月14日閲覧。
13. 1 2 3  “都市公園の名称、位置及び区域並びに供用開始の期日” (2019年5月1日). 2019年11月3日閲覧。
14. ↑  “郵便番号簿 2018年度版” (PDF).   日本郵便. 2019年3月31日閲覧。

### 書籍
1. 1 2 3  名古屋市計画局 1992, p. 862.
2. ↑  名古屋市計画局 1992, p. 638.
3. 1 2  榊原邦彦 2000, p. 180.